# Pitch.Black.Effects
[Pitch.Black.Effects] je páté a poslední studiové album nizozemské melodic death metalové kapely Callenish Circle. Vydáno bylo v roce 2005 hudebním vydavatelstvím Metal Blade Records.

## Seznam skladeb
1. "This Day You Regret" – 4:32
2. "Ignorant" – 4:20
3. "Behind Lines" – 3:36
4. "Schwarzes Licht" – 4:51
5. "Sweet Cyanide" – 4:31
6. "Blind" – 4:52
7. "Guess Again" – 4:01
8. "Self-Inflicted" – 5:50
9. "As You Speak" – 4:09
10. "Pitch Black" – 2:40

## Sestava
- Patrick Savelkoul – vokály
- Ronny Tyssen – kytara
- Remy Dieteren – kytara
- Gavin Harte – bicí
- Ralph Roelvink – baskytara